# Aimi Haraguni
Aimi Haraguni (jap. 愛海原国; ur. 4 września 1990 w Naha) – japońska wokalistka, gitarzystka oraz autorka tekstów. Była główna gitarzystka i wokalistka zespołu Stereopony, jak i również twórczyni większości muzyki i tekstów Stereopony.

## Wczesne lata
Aimi zaczynała swoją karierę w zespole Mixbox (od 2007). Oprócz niej, składał się on jeszcze z dwóch osób:
- Nohana Kitajima (北島乃花 Kitajima Nohana) – basistka
- Shiho Yamanoha (山入端 志帆 Yamanoha Shiho) – perkusistka

Dziewczyny zjednoczone pod tą nazwa zdobyły pierwszą nagrodę na festiwalu młodych ludzi w 2007 roku Niedługo potem w 2008 nazwa grupy została zmieniona na Stereopony.

## Stereopony
Podczas egzystencji tego zespołu Aimi zdobyła największą popularność. Do najpopularniejszych utworów grupy można zaliczyć:
- „Hitohira no Hanabira” (wydany 5 listopada 2008)
- „Namida no Mukou” (wydany 11 lutego 2009)
- „I Do It” (wydany 22 kwietnia 2009)

W październiku grupa ogłosiła na Facebooku swoje rychłe rozwiązanie. Aimi postanowiła pójść ścieżką kariery solowej, w przeciwieństwie do Shiho i Nohana’y, które to utworzyły zespół DraftKing. Grupa Stereopony oficjalnie rozpadła się 26 grudnia 2012.

## Kariera solowa
3 maja 2013 w Shibuya HOME Aimi zaczęła swoją solową karierę, grając cover „Good Bye Days” (autorstwa YUI) i przedstawiając 3 nowe piosenki bez podawania ich nazw.